# رود علینگار

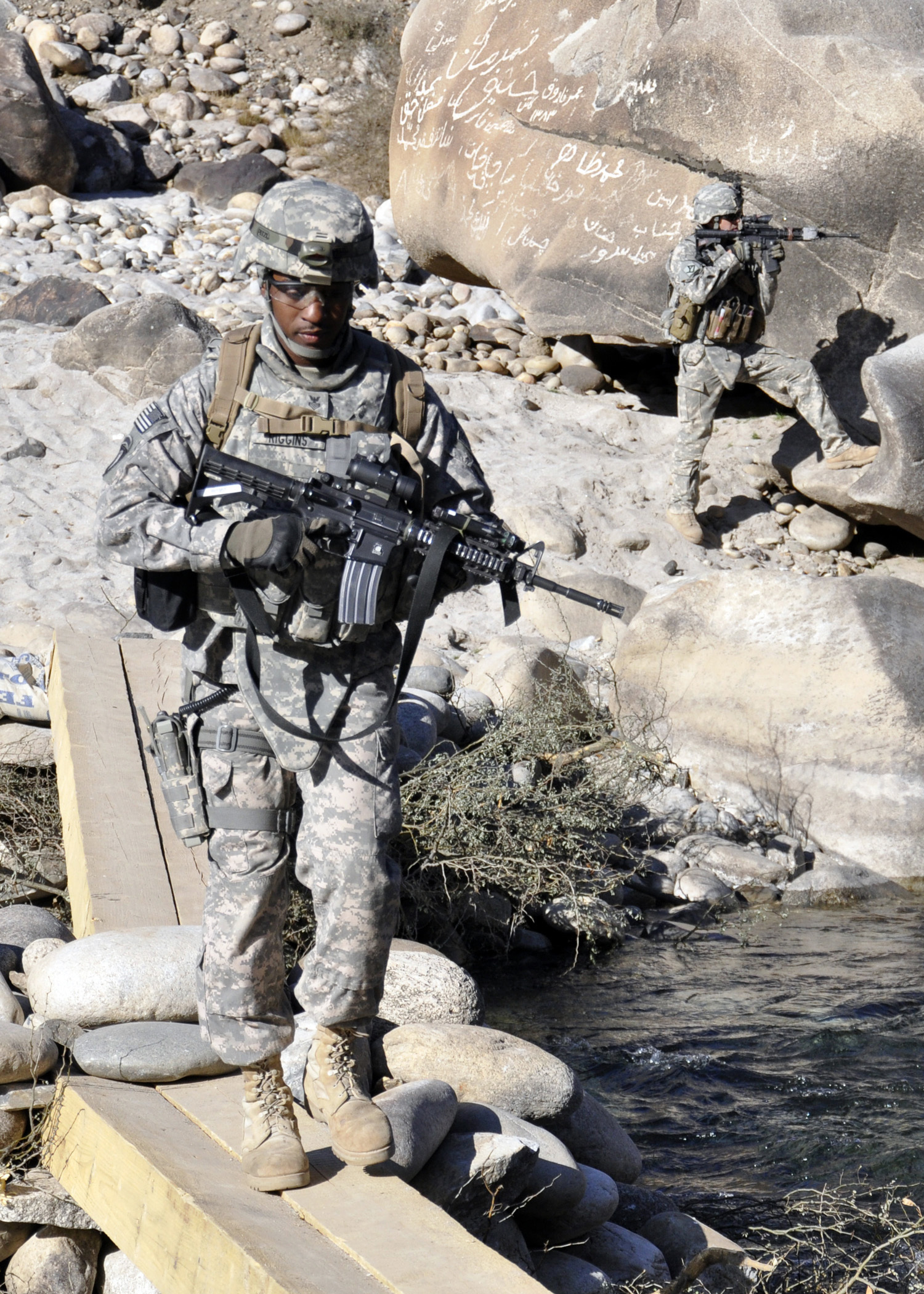
عبور یک سرباز از پل موقت روی رود علینگار

رود علینگار (انگلیسی: Alingar River) رود علینگر (النار) در ولایت لغمان افغانستان یکی از شاخه‌های اصلی رود کابل و بخشی از حوضه رود سند است، رودهای رامگل و کولم دو سرچشمه آن است.
ولسوالی علینگارو دره علینگار نامشان را از این رود گرفته‌اند. این رود از مهترلام در ولسوالی مهترلام می‌گذرد.